# Кокоржин
Кокоржин (на чешки: Hrad Kokořín) е замък в Чехия, разположен на 10 километра североизточно от град Мелник в Средночешкия край.
Построен е през първата половина на 14 век, по-късно е в значителна степен разрушен по време на Хуситските войни и дълго време лежи в развалини. Преустроен е отново през 1911—1916 г., след Втората световна война е национализиран.
През 1426 г. хуситските войски завземат и разрушават замъка. След войните замъкът сменя няколко владетел. От 1544 г. е означен като изоставен. Съдбата му допълнително е влошена от решението на император Фердинанд II – оценен е сред проклетите замъци, т.е. замък, който не е разрешено да се владее, тъй като разположението му може да застраши върховенството на императора.
През 1894 г. руините му са закупени от пражкия бизнесмен Вацлав Шпейчек, чийто син Йоан ги реконструира в неоготически стил и владее до Първата световна война. В периода 1911-1916 г. замъкът е преустроен до съвременния си вид по проект на архитекта Едуард Сохор по инструкции на Август Седлачек и Ценк Зиберт.
През 1951 г. замъкът е национализиран и конфискуван. През 2001 г. става национален паметник.